# Reprezentacja Litwy w koszykówce mężczyzn
Reprezentacja Litwy w koszykówce mężczyzn – drużyna, która reprezentuje Litwę w koszykówce mężczyzn. Za jej funkcjonowanie odpowiedzialny jest Litewski Związek Koszykówki - Lietuvos Krepšinio Federacija. Litwa została członkiem FIBA w 1992. Zdobyła 3 medale i 2 razy zajęła czwarte miejsce podczas 5 występów na Igrzyskach Olimpijskich. Brała udział w dwóch przedwojennych Mistrzostwach Europy - na obu zdobyła złoty medal. Litwini stanowili podstawę drużyny Związku Radzieckiego, szczególnie podczas Olimpiady w 1988, gdzie zwycięska drużyna ZSRR składała się z czterech Litwinów. Byli to: Valdemaras Chomičius, Rimas Kurtinaitis, Šarūnas Marčiulionis i Arvydas Sabonis.

## Igrzyska Olimpijskie
- 1992 - 3. miejsce
- 1996 - 3. miejsce
- 2000 - 3. miejsce
- 2004 - 4. miejsce
- 2008 - 4. miejsce
- 2012 - 8. miejsce
- 2016 - 7. miejsce

## Mistrzostwa Świata
- 1998 - 7. miejsce
- 2006 - 7. miejsce
- 2010 - 3. miejsce
- 2014 - 4. miejsce

## Mistrzostwa Europy
- 1937 - 1. miejsce
- 1939 - 1. miejsce
- 1995 - 2. miejsce
- 1997 - 6. miejsce
- 1999 - 5. miejsce
- 2001 - 12. miejsce
- 2003 - 1. miejsce
- 2005 - 5. miejsce
- 2007 - 3. miejsce
- 2009 - 11. miejsce
- 2011 - 5. miejsce
- 2013 - 2. miejsce
- 2015 - 2. miejsce
- 2017 - 9. miejsce
- 2022 - 15. miejsce